# 16934 Kevinmeng
16934 Kevinmeng este o planetă minoră (asteroid), cu un diametru de 6,346 km, din centura de asteroizi. A fost descoperită pe 24 martie 1998 la Experimental Test Site⁠(d) de Lincoln Near-Earth Asteroid Research. 
Obiectul prezintă o orbită caracterizată de o semiaxă mare de 2,9781849 UAi, o excentricitate de 0,08, o înclinație de 6,54443 ° în raport cu ecliptica.